# Lineární interpolace
Lineární interpolace je v geometrii jednoduchá metoda interpolace dat za použití lineárních mnohočlenů. Tato metoda se často využívá v matematice (konkrétně v numerické analýze) a v početních aplikacích včetně počítačové grafiky.

## Lineární interpolace mezi dvěma známými body

Jsou dány dva krajní červené body, lineárně interpolovaná hodnota y v bodě x leží na modré úsečce.

Jsou-li dány dva body se souřadnicemi {\displaystyle (x_{0},y_{0})} a {\displaystyle (x_{1},y_{1})}, pak lineární interpolace přisuzuje bodu {\displaystyle x\in (x_{0},x_{1})} hodnotu {\displaystyle y} ležící na spojnici těchto bodů. Tato hodnota je dána rovnicí
{\displaystyle {\frac {y_{1}-y_{0}}{x_{1}-x_{0}}}={\frac {y-y_{0}}{x-x_{0}}},}
která může být odvozena geometricky z obrázku. Vyjádřením {\displaystyle y} dostaneme:
{\displaystyle y(x)=y_{0}+(x-x_{0}){\frac {y_{1}-y_{0}}{x_{1}-x_{0}}},}
což je vzorec pro lineární interpolaci v intervalu {\displaystyle (x_{0},x_{1})}, mimo tento interval jde o lineární extrapolaci.

## Interpolace více bodů

Křivka lineární interpolace datových bodů (červeně) se skládá z jejich spojnic (modré čáry).

Lineární interpolace více datových bodů {\displaystyle (x_{0},y_{0}),\,(x_{1},y_{1}),\,\dots ,\,(x_{n},y_{n})} odpovídá spojnicím mezi každou sousedící dvojicí. Výsledkem je spojitá křivka, typicky s nespojitou derivací (není hladká).

## Aproximace funkce
Lineární interpolace se často používá k aproximaci hodnoty nějaké funkce {\displaystyle f} za použití dvou známých hodnot v jiných bodech. Odchylka této aproximace je definována jako:
{\displaystyle R_{T}(x)=f(x)-p(x),}
kde {\displaystyle p(x)} označuje lineární interpolaci definovanou výše
{\displaystyle p(x)=f(x_{0})+{\frac {f(x_{1})-f(x_{0})}{x_{1}-x_{0}}}(x-x_{0}).}
Užitím Rolleho věty lze dokázat, že pokud {\displaystyle f} má spojitou derivaci, je odchylka ohraničena:
{\displaystyle |R_{T}|\leq {\frac {(x_{1}-x_{0})^{2}}{8}}\max _{x_{0}\leq x\leq x_{1}}|f''(x)|.}
Maximální velikost odchylky tedy souvisí s maximem druhé derivace na daném intervalu. To je také intuitivně správně, čím více se funkce kroutí, tím hůře se aproximuje jednoduchou lineární interpolací.

## Užití
Lineární interpolace je často používána pro zaplnění mezer v tabulce. Předpokládejme, že máme tabulku seřazující populaci nějaké země v roce 1970, 1980, 1990 a 2000 a chceme odhadnout populaci v roce 1984. Hrubý odhad lze získat pomocí lineární interpolace. Základní operace lineární interpolace mezi dvěma hodnotami je tak běžně používána v počítačové grafice, někdy pod názvem „lerp“ (zkratka Linear intERPolation).
Operace lineární interpolace je vestavěna v hardwaru všech moderních počítačových grafických karet. Jsou často použity jako stavební blok pro komplexnější operace, např. bilineární interpolace může být provedena pomocí dvou lineárních interpolací. Protože je tato operace nenáročná, je to dobrá možnost pro interpolaci hodnot hladké funkce ve vyhledávací tabulce bez přílišného počtu položek.

## Historie
Lineární interpolace byla používána již od starověku pro zaplnění mezer v tabulkách, často s astronomickými daty. Věří se, že byla používána v posledních třech stoletích př. n. l., například řeckým matematikem a astronomem Hipparchem (2. století př. n. l.). Popis lineární interpolace může být nalezen v Algamestu u Ptolemaia (2. století n. l.).

## Nadstavby
V některých situacích není lineární interpolace dostatečná. V tomto případě může být nahrazena polynomiální interpolací, například kubickou interpolací.
Lineární interpolace může rovněž být rozšířena na bilineární interpolaci pro interpolaci funkcí o dvou proměnných. Bilineární interpolace se často používá jako surový filtr pro potlačení zubatých čar (viz aliasing). Podobně trilineární interpolace se používá k interpolaci funkcí o třech proměnných.